# Adetomyrma
Adetomyrma es un género de hormigas endémicas de Madagascar. Las obreras de este género son ciegas. La especie tipo Adetomyrma venatrix fue descrita en 1994, con su género siendo un miembro atípico de su tribu, los Amblyoponini. Esta tribu incluye las "hormigas drácula", especies que se alimentan de la hemolinfa de las larvas.

## Especies
- Adetomyrma aureocuprea Yoshimura & Fisher, 2012
- Adetomyrma bressleri Yoshimura & Fisher, 2012
- Adetomyrma caputleae Yoshimura & Fisher, 2012
- Adetomyrma cassis Yoshimura & Fisher, 2012
- Adetomyrma caudapinniger Yoshimura & Fisher, 2012
- Adetomyrma cilium Yoshimura & Fisher, 2012
- Adetomyrma clarivida Yoshimura & Fisher, 2012
- Adetomyrma goblin Yoshimura & Fisher, 2012
- Adetomyrma venatrix Ward, 1994

## Taxonomía
Adetomyrma fue descrito primero como un género monotípico endémico de Madagascar por Ward en 1994. Ward asignó a este género en Amblyoponini dentro de la subfamilia Ponerinae sobre la base de la morfología de la obrera de la especie tipo Adetomyrma venatrix. Más tarde, Bolton (2003) planteó esta tribu como subfamilia (Amblyoponinae)

## Biología
Los miembros de la Amblyoponinae (especialmente Amblyopone silvestrii) son conocidas como hormigas Drácula (debido al vampiro de ficción, el Conde Drácula), en referencia a sus hábitos de alimentación poco comunes ; las reinas y las obreras practican una forma de "canibalismo no destructivo", haciendo agujeros y alimentándose de la hemolinfa (la "sangre" de insectos) de las propias larvas de la colonia. Se cree que este comportamiento (la alimentación de la hemolinfa de larvas) es para representar lo conocido en inglés como trofalaxis (la transferencia de alimento boca a boca, o de ano a boca), algo que ocurre más en insectos sociales, como las hormigas.
Las colonias, que se pueden encontrar en troncos podridos, pueden contener hasta 10.000 obreras, machos alados y varias reinas sin alas (la mayoría de las especies de hormigas cuentan con reinas aladas). Las obreras usan veneno para aturdir a sus presas cuando las traen a la colonia, para alimento de las larvas. El color de los machos alados, un color naranja más oscuro que el de las obreras, sugiere que se dispersan para volar a otras colonias para el apareamiento.